# Cornelius Labeo
Cornelius Labeo est un ancien théologien et antiquaire romain qui a écrit sur des sujets tels que le calendrier romain et les enseignements de la religion étrusque (Etrusca disciplina). Ses œuvres ne survivent que par des fragments et des témoignages (testimonia). La période plausible de son existence est située au IIIe siècle.
Cornelius Labeo est considéré «le théologien romain le plus important» après Varron, dont le travail semble l'avoir fortement influencé. Il est généralement considéré comme néoplatoniste.
Le recueil le plus connu sur Cornelius Labeo qui comprend les fragments de textes recueillis, est l'œuvre du savant italien Paolo Mastandrea, Un Neoplatonico Latino: Cornelio Labeone, testimonianze e frammenti (Leyde, 1979).